# Totomixtlahuaca
Totomixtlahuaca es una localidad del estado mexicano de Guerrero. Es parte del municipio de Tlacoapa.

## Toponimia
El nombre «Totomixtlahuaca» proviene de los términos en náhuatl: tototl, pájaro; mitl, flecha; ixtlahuacan, llanura. Su significado es «Llanura de las plumas de pájaro».

## Demografía
| Gráfica de evolución demográfica |
|                                  |

| Censo | Población |
| ----- | --------- |
| 1900  | 165       |
| 1910  | 180       |
| 1921  | 356       |
| 1930  | 153       |
| 1940  | 269       |
| 1950  | 403       |
| 1960  | 441       |
| 1970  | 556       |
| 1980  | 532       |
| 1990  | 666       |
| 2000  | 1 004     |
| 2010  | 1 018     |
| 2020  | 1 152     |